# Sarah Bouhaddi
Sarah Bouhaddi (Cannes, 17 ottobre 1986) è una calciatrice francese, di ruolo portiere. Ha giocato 149 partite con la maglia della nazionale francese.
Nel 2020 ha vinto il premio FIFA come migliore portiere.

## Carriera

### Nazionale
Bouhaddi inizia ad essere convocata dalla federazione calcistica della Francia (FFF) dal primi anni duemila, inizialmente per indossare la maglia della formazione Under-19, con la quale debutta appena sedicenne, il 15 aprile 2003, durante il secondo turno di qualificazione al campionato europeo di Germania 2003, chiamata dal tecnico Stéphane Pilard in occasione dell'incontro perso 2-1 dalla Francia con le pari età della Svezia. Ottenuto l'accesso alla fase finale, Pilard decide di confermare Bouhaddi tra i pali come titolare, decisione che si rivelerà vincente; il portiere delle Bleues contribuisce alla conquista del primo titolo continentale per le francesi, che chiudono il torneo con nessuna rete subita, venendo anche premiata come migliore giocatrice. Continua ad indossare la maglia della U-19 anche negli anni seguenti, venendo selezionata da Pilard anche per l'edizione dell'Europeo di Ungheria 2005 dove condivide con le compagne il percorso che deve la Francia giungere in finale. L'incontro, disputato contro la Russia allo ZTE Arena di Zalaegerszeg, vede le francesi in grado di recuperare per due volte il vantaggio delle avversarie, terminando così la partita sul 2-2 ai tempi regolamentari, di conseguenza il titolo deve essere assegnato ai tiri di rigore. Bouhaddi è tra le rigoriste designate e si rende protagonista negativa per la sua squadra quando, in vantaggio, calcia il quinto rigore che avrebbe potuto consegnare il secondo titolo alla Francia impattandolo sulla traversa; il settimo tiro, eseguito da Laure Boulleau, viene infine parato da El'vira Todua consegnando il primo titolo alle russe.
L'anno seguente Pilard, dopo averla impiegata in amichevole, la convoca nella formazione Under-20 che disputa il Mondiale di Russia 2006. Bouhaddi gioca tutti i quattro incontri disputati dalla sua nazionale prima di essere sconfitta 2-1 dalla Corea del Nord ai quarti di finale ed essere eliminata dal torneo.
Nel frattempo l'allora commissario tecnico della nazionale maggiore Élisabeth Loisel, l'aveva chiamata in occasione dell'amichevole del 21 febbraio 2004 vinta per 6-3 sulla Scozia, giocando gli iniziali 22 minuti dell'incontro prima di essere sostituita dalla veterana Sandrine Capy. Nonostante non fosse mai stata convocata durante la fase di qualificazione all'Europeo di Inghilterra 2005, ottenuto l'accesso alla fase finale Loisel decise di assegnarle il ruolo di portiere titolare. In quell'occasione Bouhaddi viene impiegata in tutti i tre incontri della fase a gironi, subendo cinque reti, con la Francia che conquista 4 punti, frutto di una vittoria, 3-1 con l'Italia, un pareggio, 1-1 con la Norvegia, e una sconfitta, 3-0 con la Germania che poi si aggiudicherà il titolo, e condividendo con le compagne l'eliminazione dal torneo in favore delle norvegesi in funzione della peggiore differenza reti.
Con l'avvicendamento sulla panchina della nazionale dei CT Bruno Bini (2007-2013), Philippe Bergerôo (2013-2016), Olivier Echouafni (2016-2017) e infine, dall'estate 2017, Corinne Diacre, non viene meno la fiducia, convocata con regolarità assumendo il ruolo di portiere titolare per gli europei di Finlandia 2009, Svezia 2013 e Paesi Bassi 2017, giungendo in tutte queste edizioni ai quarti di finale, ai tornei di calcio femminile alle Olimpiadi di Londra 2012, giunta alle semifinali, e Rio 2016, eliminata ai quarti di finale, e i Mondiali di Canada 2015, eliminata ai quarti di finale, e Francia 2019.

## Palmarès

### Club

#### Competizioni nazionali
- Campionato francese: 12

Olympique Lione: 2009-2010, 2010-2011, 2011-2012, 2012-2013, 2013-2014, 2014-2015, 2015-2016, 2016-2017, 2017-2018, 2018-2019, 2019-2020, 2021-2022
- Coppa di Francia: 8

Olympique Lione: 2011-2012, 2012-2013, 2013-2014, 2014-2015, 2015-2016, 2016-2017, 2018-2019, 2019-2020
- Trophée des Championnes: 1

Olympique Lione: 2019
- FA Women's League Cup: 1

Arsenal: 2023-2024

#### Competizioni internazionali
- UEFA Women's Champions League: 7

Olympique Lione: 2010-2011, 2011-2012, 2015-2016, 2016-2017, 2017-2018, 2018-2019, 2021-2022

### Nazionale
- Cyprus Cup: 2

2012, 2014
- SheBelieves Cup: 1

2017
- Campionato europeo femminile under 19 di calcio: 1

2003

### Individuale
- UEFA Golden Player: 1

Campionato europeo femminile under 19 di calcio 2003
- Migliore portiere IFFHS: 3

2016, 2017, 2018
- UEFA Club Football Awards: 1

Miglior portiere: 2019-2020
- The Best FIFA Women's Goalkeeper: 1

2020